# FieldTurf

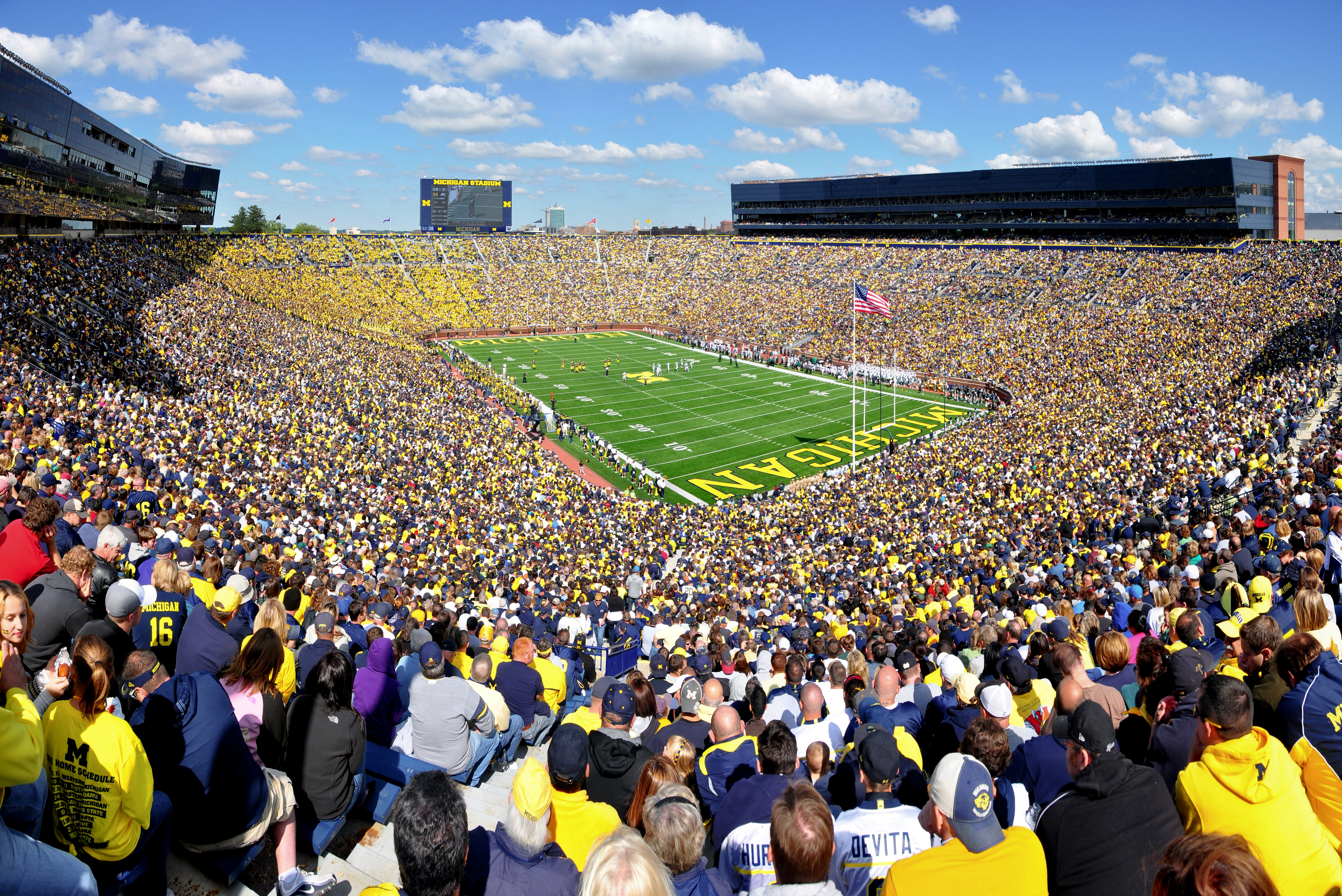
Panorámica del Michigan Stadium y su superficie de FildTruf

FieldTurf es una marca de césped artificial para deportes olímpicos. Es fabricado e instalado por la división de FieldTurf Tarkett Inc. con sede en Calhoun, Georgia, EE.UU. A finales de 1990, la superficie artificial ha cambiado la industria con un diseño de reproducir hierba real. El nuevo sistema comenzó a superar rápidamente la cuota de mercado del AstroTurf, y ahora es el líder en la industria.
La superficie está compuesta de fibras monofilamento de polietileno de mezcla de mechones en un soporte de polipropileno. El relleno está compuesto de una capa inferior de arena de sílice, una capa intermedia que es una mezcla de arena y caucho criogénico y una capa superior de goma solamente. Las fibras tienen el propósito de reproducir las hojas de hierba, mientras que el relleno actúa como un amortiguador. Este colchón mejora la seguridad en comparación con los anteriores las superficies artificiales y permite a los jugadores a la planta y el pivote como si estuvieran jugando en un campo de hierba. La superficie es aceptada por su bajo costo de mantenimiento y durabilidad.

## Historia
Jean Prévost compró los derechos del producto FieldTurf en 1988 y originalmente llamó a su compañía SynTenni Co., un nombre que finalmente se fue cambiado a FieldTurf Inc. En 1995, John Gilman, exjugador y entrenador de la liga canadiense de fútbol soccer, se unió a FieldTurf como consejero delegado. El primer equipo profesional para instalar FieldTurf en sus campos de entrenamiento fue el Middlesbrough de la Premier League de Inglaterra en 1997.
Gracias a la buena calidad de FieldTurf, el producto instalado en varios recintos deportivos. Tarkett FieldTurf está dirigido por una oficina central corporativa en Calhoun, junto con otras oficinas en Canadá y en Francia. FieldTurf es ahora parte de la división de Deportes y Tarkett ha instalado más de 7000 superficies en campos de deportes.

## Producto
FieldTurf está hecho de arena de sílice y caucho criogénico lavado y redondeado. Cada pie cuadrado de césped contiene alrededor de siete libras de arena y tres libras de caucho criogénico. FieldTurf ofrece una serie de fibras de polietileno diferentes. El respaldo de la hierba es una combinación de polipropileno tejidas y no tejidas. Estos materiales son permeables y permiten que el agua drene a través del mismo soporte.
Una instalación de FieldTurf para estadios de fútbol americano tiene un costo de US$900.000 en 2008. Sin embargo, este costo es al menos algo compensado por menores costos de mantenimiento y períodos más largos entre la sustitución. El campo tiene una garantía de ocho años y tendrá una duración de diez años, de acuerdo con FieldTurf.

## Seguridad
Con respecto a las lesiones sufridas, según un estudio de cinco años, publicado en la revista American Journal of Sports Medicine encontró que las tasas de lesiones fueron similares en el césped natural y césped sintético. Hubo, sin embargo, notables diferencias en los tipos de lesiones. Los atletas que juegan en césped sintético sostenida más lesiones en la piel y las tensiones musculares, mientras que los que jugaron en césped natural fueron más susceptibles a las contusiones y desgarros de ligamentos.
En 2010, hubo otro estudio que fue publicado en la revista American Journal of Sports Medicine, y esta vez en la NCAA Division 1-A football concluyó que hubo menos lesiones jugango en el FieldTruf que los que se juegan sobre césped natural.
Martin O'Neill dijo a los funcionarios de la FIFA que deberían "examinar su cabeza" por permitir de que colocaran FieldTruf después de que Tomas Sorenson sufriera una lesión en el muslo sin contacto durante un partido en Toronto. De acuerdo con la FIFA en el momento, el 14% de las lesiones en la hierba eran sin contacto, y la cifra se elevó al 22% sobre el césped.

## Usos

### Fútbol americano
La primera instalación importante de FieldTurf para el fútbol en los Estados Unidos fue en el Memorial Stadium de la Universidad de Nebraska en Lincoln en 1999. Al año siguiente, se instaló en el Martin Stadium de la Universidad Estatal de Washington en Pullman. La primera instalación en un estadio de la NFL fue en 2002 en el nuevo estadio de Seattle Seahawks, ahora conocido como CenturyLink Field. Originalmente planeada como un campo de hierba natural, los Seahawks decidieron instalar FieldTurf después de haber jugado las dos temporadas anteriores en el Husky Stadium de FieldTurf. El AstroTurf, como césped artificial, había sido rechazado por los jugadores debido a las lesiones y el dolor asociados con el juego en las superficies de las generaciones anteriores "más difícil". El entrenador de Seattle, Mike Holmgren, dijo que la superficie de FieldTurf "es lo más parecido a la hierba real y la hierba sintética" y que "los jugadores lo aman". A medida que la tendencia se mantuvo en la liga, FieldTurf recibió muy buenas críticas de los jugadores, dijeron que el campo amortiguaba las caídas, aliviando la presión sobre las rodillas, y no causaba quemaduras. Los operadores de estadios señalaron los beneficios de la durabilidad y fácil mantenimiento en los campos de césped natural. Once equipos de la NFL en la actualidad juegan sus partidos en FieldTurf mientras que 15 equipos instalaron tienen el FieldTruf en los campos de entrenamiento. En 2006, el Super Bowl XL, disputado en Ford Field de Detroit, fue el primer Super Bowl que se jugó en FieldTurf. FieldTurf también ha sido apoyado por varios entrenadores de fútbol de la NCAA División I, incluyendo Houston Nutt, Jim Tressel, y Bobby Petrino.

### Fútbol
La primera instalación de alto perfil de FieldTurf fue en enero de 1997 en el estadio del club inglés Middlesbrough, eligieron el FieldTurf en su campo de entrenamiento. La FIFA solo permite la instalación del FielTruf en estadios de categoría de 2 estrellas, nunca se ha jugado una final de Copa del Mundo con el césped artificial.
En 2001, el FieldTurf se instaló Boston University's que fue el primero en obtener por la FIFA 1 estrella de estado. En 2005, el Estadio Saprissa de San José, Costa Rica se convirtió en el primer estadio para albergar la Copa Mundial de partido de clasificación de FieldTurf. El estadio del Dundalk F.C., Oriel Park recibió por la FIFA 2 estrellas gracias al FieldTurf. FieldTurf en la actualidad cuenta con 29 instalaciones de FIFA Recommended en estadios de 1 estrella y 31 de 2 estrellas. En 2007, casi el 50% de estadios tenían el FieldTurf en la Copa Mundial sub-20 en Canadá.
La aparición de la superficie en los estadios de fútbol asociación ha sido motivo de controversia. Los jugadores y entrenadores han sido críticos de las consecuencias que tiene en el cuerpo de un jugador, y han expresado su preocupación de que no juegan lo suficiente como la hierba real. La superficie también ha sido criticada por el relleno porque se sale de la superficie. En 2007, Garry O'Connor habló en contra de la superficie de FieldTurf que jugó durante una final de copa con el Lokomotiv de Moscú. Él lo llamó una "pesadilla" y dijo que no creía que la FIFA debiera permitir que los partidos de clasificación se jugaran en la superficie.
Aunque hay muchos jugadores que no les gusta jugar en el AstroTurf, el presidente de la FIFA, Joseph Blatter, dijo que el AstroTurf con el tiempo se convertirá en una gran parte del juego. "Esto no es sólo un punto de vista para los titulares, es la verdad". "El fútbol en el AstroTurf es el futuro".

### Major League Soccer
El uso de FieldTurf en la Major League Soccer ha recibido críticas.
La instalación de la superficie en el Qwest Field en Seattle fue aprobado solo después de que el operador del estadio tuviera un nuevo acuerdo para instalar un campo de hierba natural cuando sea necesario. Su preocupación fue potencialmente obstaculizar la capacidad de la ciudad para atraer a una franquicia de la MLS y eventos de fútbol internacional.
En septiembre de 2006, varios jugadores de fútbol de Canadá pidieron a la Asociación Canadiense de Fútbol que instalaran una superficie de césped natural en el BMO Field en Toronto. Darren Huckerby declaró que era una razón por la que optó por no firmar con Toronto FC. El club de eliminó la superficie el FieldTurf y cambió a una superficie de césped tradicional a partir de 2010 en un cambio que fue bien recibida por muchos jugadores y aficionados.
Después de que David Beckham fichara por LA Galaxy de la Major League Soccer en 2007, expresó su opinión de que la liga debe convertir cambiar hierba para todos los lanzamientos de tiro libre. En una disculpa, dijo que la superficie está muy bien en los niveles inferiores, pero que sus sentimientos no han cambiado sobre el FielTurf que usa la MLS porque el césped era muy duro. También declaró: "Es difícil, pero es algo que tenemos que lidiar con eso es parte de la MLS, y tenemos que llegar a un acuerdo con él y estoy seguro de que va a estar bien".
Beckham más tarde pasó a colaborar con Zinedine Zidane para el lanzamiento del programa Footprint Fields. Este programa está dirigido por adidas, la MLS, la Fundación de Fútbol EE. UU. y FieldTurf. El objetivo es donar sumas de dinero a las comunidades locales en la necesidad de instalaciones nuevas para estadios de fútbol. Los becarios seleccionados tendrán las nuevas instalaciones de FieldTurf en los campos.

## Obras especializadas
Una versión especializada de FieldTurf llamado Air FieldTurf se ha instalado para cubrir los bordes de las pistas en varios aeropuertos.  El césped artificial tiene varias ventajas sobre el césped natural para esta aplicación:
- Vehículos de rescate y extinción de incendios fiable puede conducir en la superficie artificial, como los aviones puede que giran fuera de la pista.
- Daños por objetos extraños (FOD) se puede reducir.
- El césped artificial no ofrece comida, refugio o agua para la fauna, la reducción del riesgo de la vida silvestre en colisión con los aviones.
- El césped artificial es siempre de color verde brillante, incluso en invierno, y proporciona un buen contraste visual con las pistas y calles de rodaje.
- El césped artificial no se lava o se convierten en barro, y ayuda a estabilizar los hombros de la pista y calle de rodaje.
- Menor mantenimiento se traduce en menos trabajadores necesitan autorizaciones de seguridad, hay menos posibilidades de incursiones en las pistas por las máquinas de mantenimiento, y puede reducir los costos.
- La erosión de maniobra de aeronaves se reduce mucho.

El principal competidor de Air FieldTurf es AvTurf.

## Estadios con FieldTurf
- MetLife Stadium 	82,566 	East Rutherford, New Jersey
- AT&T Stadium 	80,000 	Arlington, Texas
- Georgia Dome 	75,000 	Atlanta, Georgia
- Legion Field 	71,594 	Birmingham, Alabama
- Ford Field 	70,000 	Detroit, Míchigan
- Lucas Oil Stadium 70,000 	Indianapolis, Indiana
- Gillette Stadium 	68,756 	Foxborough, Massachusetts
- CenturyLink Field 	67,000 	Seattle, Washington
- Papa John's Cardinal Stadium 	56,000 	Louisville, Kentucky
- TCF Bank Stadium 	52,525 	Minneapolis, Minnesota
- Rutgers Stadium 	52,454 	Piscataway, New Jersey
- Aloha Stadium 	50,000 	Halawa, Hawái
- Rice-Eccles Stadium 	45,017 	Salt Lake City, Utah
- Navy-Marine Corps Memorial Stadium 	34,000 	Annapolis, Maryland
- Spartan Stadium 	30,456 	San José, California
- Harvard Stadium 	30,323 	Boston, Massachusetts
- Estadio San Carlos de Apoquindo 20,000 Las Condes, Santiago de Chile